# Karl von Rokitansky
Il barone Karl von Rokitansky (Hradec Králové, 19 febbraio 1804 – Vienna, 23 luglio 1878) è stato un medico, filosofo e politico boemo.
(Rokitansky)
Fu uno dei primi a riconoscere l'importanza dell'anatomia patologica allora tenuta in poca considerazione, in quanto poteva dare nuove possibilità diagnostiche e terapeutiche. Il suo nome è associato a varie malattie tra cui la sindrome di Rokitansky.
Figura di grande rilievo scientifico in quanto la sua opera di divulgazione della teoria darwiniana, per cui l'uomo deve essere considerato biologicamente come gli altri animali, influì profondamente sulla metodologia della ricerca medica influenzando numerosi scienziati che studiarono a Vienna.

## Biografia
Nato a Hradec Králové in Boemia nel 19 febbraio del 1804 era il figlio di un amministratore del distretto imperiale asburgico. Egli andò a scuola nel Königgrätz per poi trasferirsi a Praga nel 1818, dove, dopo aver studiato filosofia nell'università di Praga, si dedicò allo studio della medicina. Dopo essersi laureato, nel 1828 ottenne il dottorato dall'università di Vienna e in seguito lavorò come assistente di Johann Wagner (1800-1832), professore di anatomia patologica, tra il 1828 e il 1832. Alla morte di Wagner nel 1832, Rokitansky ricevette temporaneamente la cattedra di anatomia patologia e diventò il curatore del museo di patologia. Nel 1834 divenne assistente del professore straordinario e prosettore dell'ospedale generale di Vienna (Wiener Allgemeins Krankenhaus) per poi, nel 1844, guadagnarsi il posto di professore ordinario della facoltà di anatomia patologica. Successivamente Rokitansky raggiunse posizioni di prestigio nel mondo dell'amministrazione scientifica e medica di Vienna come ad esempio nel 1848, momento in cui venne nominato membro dell'Accademia Viennese delle Scienze (Wiener Akademie der Wissenschaften) e in seguito suo presidente dal 1869 al 1878. Nel 1850 diventò presidente della Società dei Medici Viennesi (Gesellschaft der Arzte in Wien) e infine nel 1863, assistente della corte per affari medici (Hofrat und Ministerialreferent fur die Medizin).
Rokitansky, che nel 1870 divenne anche membro dell'Accademia delle Scienze di Parigi, si ritirò nel 1875. 

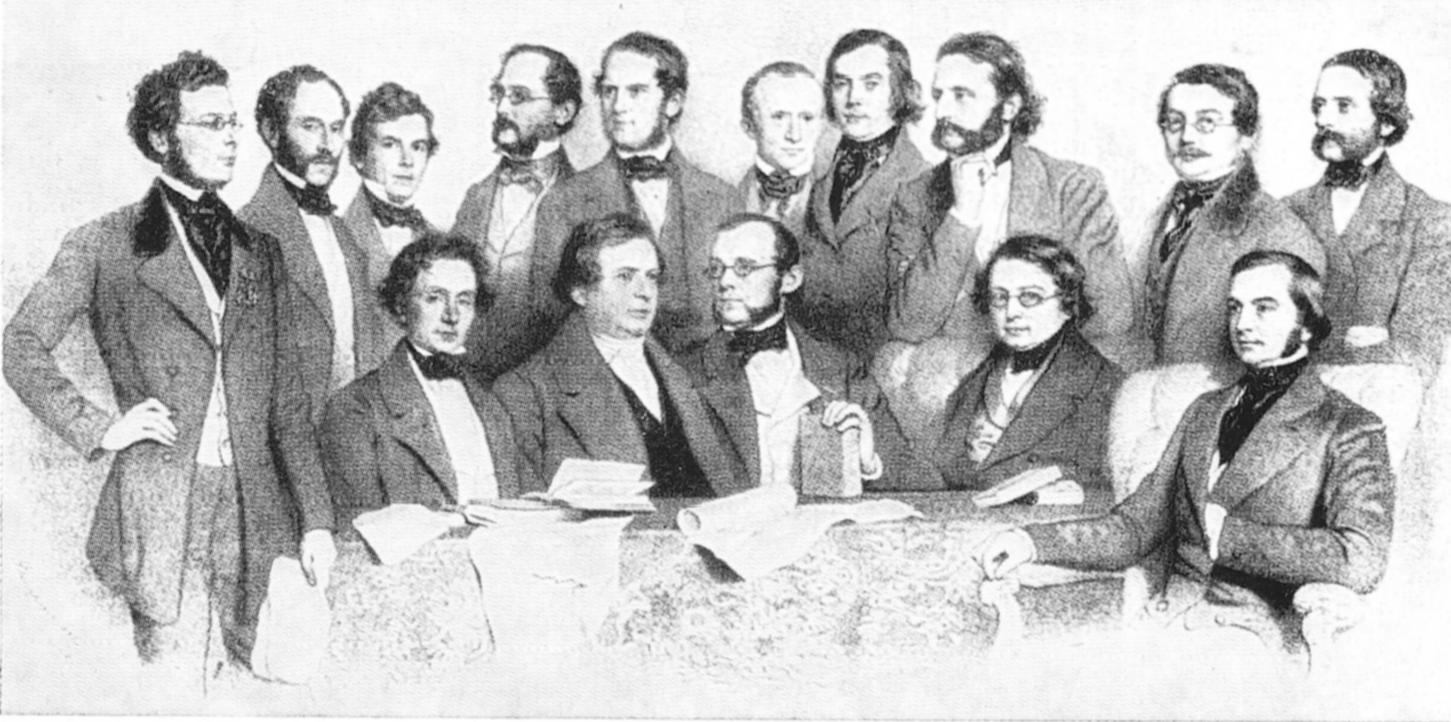
Collegio dei professori dell'ospedale generale viennese (1853)

## Tra patologia e clinica
Rokintasky è considerato il fondatore della cosiddetta Seconda Scuola Viennese, nella quale ebbe un ruolo chiave l'anatomia patologica. In quest'occasione entrò in contatto con figure di grande rilievo quali Josef von Škoda, importante dermatologo e clinico, considerato il maggiore esponente del nichilismo terapeutico, corrente medica che proponeva, come trattamento di elezione davanti a molte malattie, di astenersi da qualsiasi intervento terapeutico, lasciando che l'organismo si "autoguarisse" o anche Ferdinand von Hebra, maestro della dermatologia del XIX secolo, per non parlare di Ignác Fülöp Semmelweis, suo allievo, che aiutò in molte occasioni tra cui la ricerca di una sua riabilitazione nel mondo scientifico in seguito al suo licenziamento dall'ospedale generale viennese. Basandosi sulla scuola parigina, dove le autopsie diventarono una pratica abituale negli ospedali di medicina, Rokintasky correlò il quadro clinico durante la vita del paziente con quello successivo alla sua morte, stabilendo una forte connessione tra il lavoro del clinico e quello del patologo. Rokintasky praticò dissezioni su migliaia di cadaveri e tenne anche conto dell'analisi chimica dei materiali. Diede anche uno speciale contributo alla patologia attraverso la sua scoperte nei suoi differenti campi, scoperte che pubblicò nel suo manuale della patologia (Handbuch der pathologoschen Anatomie, 1842-1846). Egli inoltre classificò le malattie in base alle lesioni anatomiche riportate sul cadavere.

## La teoria emato-umorale
Gli sforzi di Rokintasky di correlare i sintomi clinici ai risultati post mortem e di organizzare le malattie in uno specifico sistema di cause ed effetti lo portò a postulare una teoria emato-umorale sulle differenti discrasie del sangue, che egli considerò essere responsabili di particolari patologie. Faceva riferimento all'idea di “discrasia cellulare”, concetto relativo alla patologia degli umori, teoria che si stava sviluppando contemporaneamente ad opera ad esempio del medico francese Gabriel Andral (1797-1876) per cui le infiammazioni, le proliferazioni e le deformazioni dei margini valvolari erano dovute a un'errata distribuzione dei succhi nutritivi. Egli infatti scoprì le origini delle alterazioni delle strutture morfologiche durante il cambiamento delle condizioni del plasma sanguigno osservando le loro lesioni, causate secondo questi dallo squilibrio delle proteine del plasma. L'analisi chimica dei materiali e l'esecuzione degli esperimenti aiutarono Rokintasky nello sviluppo della sua teoria, che pubblicò nel primo volume del suo manuale.
Questa risultò essere affascinante al tempo.
Sebbene si fondi sull'osservazione del substrato morfologico cellulare, fu fortemente criticato dal patologo tedesco, Rudolf Virchow (1821- 1902). Virchow fu un grande sostenitore del solidismo e fermo oppositore di qualsiasi idea non si conformasse ad essa. Questa critica fece sì che Rokintasky abbandonasse le proprie teorie, le quali vennero omesse nella nuova edizione del suo manuale (1855-1861) .
Sebbene Virchow ebbe una grande influenza nella comprensione dell'anatomia del cadavere nella seconda metà del diciannovesimo secolo, Rokintasky fu uno dei padri fondatori della moderna scienza patologica.
Egli promosse l'analisi morfologica e, soprattutto, consolidò il rapporto tra patologo e clinico. Certamente Rokintasky, che migliorò anche l'educazione medica, fece acquisire prestigio alla medicina Viennese grazie al suo contributo nella medicina, il quale risultò essere duraturo negli anni grazie ai suoi seguaci.

## Contributi
Il nome di Rokitansky è associato alle seguenti patologie: 
- Sindrome dell'arteria mesenterica superiore
- Agenesia mulleriana (alias "Sindrome di Mayer-Rokitansky-Küster-Hauser")
- Diverticolo di Rokitansky
- Triade di Rokitansky (stenosi polmonare)
- Seni di Rokitansky-Aschoff (nella cistifellea) ricollegabili ad adenomiomatosi della colecisti.
- Ulcera di Rokitansky-Cushing
- Sindrome di Rokitansky-Maude Abbott
- La sindrome di Von Rokitansky
- Nodulo di Rokitansky o teratoma
- Trasposizione congenita  delle grandi arterie (levo-trasposizione delle grandi arterie) . Per primo descrisse l'endometriosi nel 1860.

Rokitansky ha anche sviluppato un metodo di autopsia che consisteva principalmente nella dissezione in situ. Si dice che Rokitansky "abbia supervisionato 70.000 autopsie e eseguito personalmente oltre 30.000, con una media di due al giorno, sette giorni alla settimana, per 45 anni".

## Opere principali
- 1842-46. Handbuch der pathologoschen Anatomie 3 volumi (Vienna) (English edn., 4 volumi, 1849-1854); 1960.[3] Traduzione italiana: "Trattato di anatomia patologica generale / di Carlo Rokitansky" dei dott. B. Fano e G. Ricchetti(pubblicazione: Venezia, G. Ebhardt, 1870) Copertina della prima edizione di "Handbuch der allgemeinen pathologischen Anatomie"

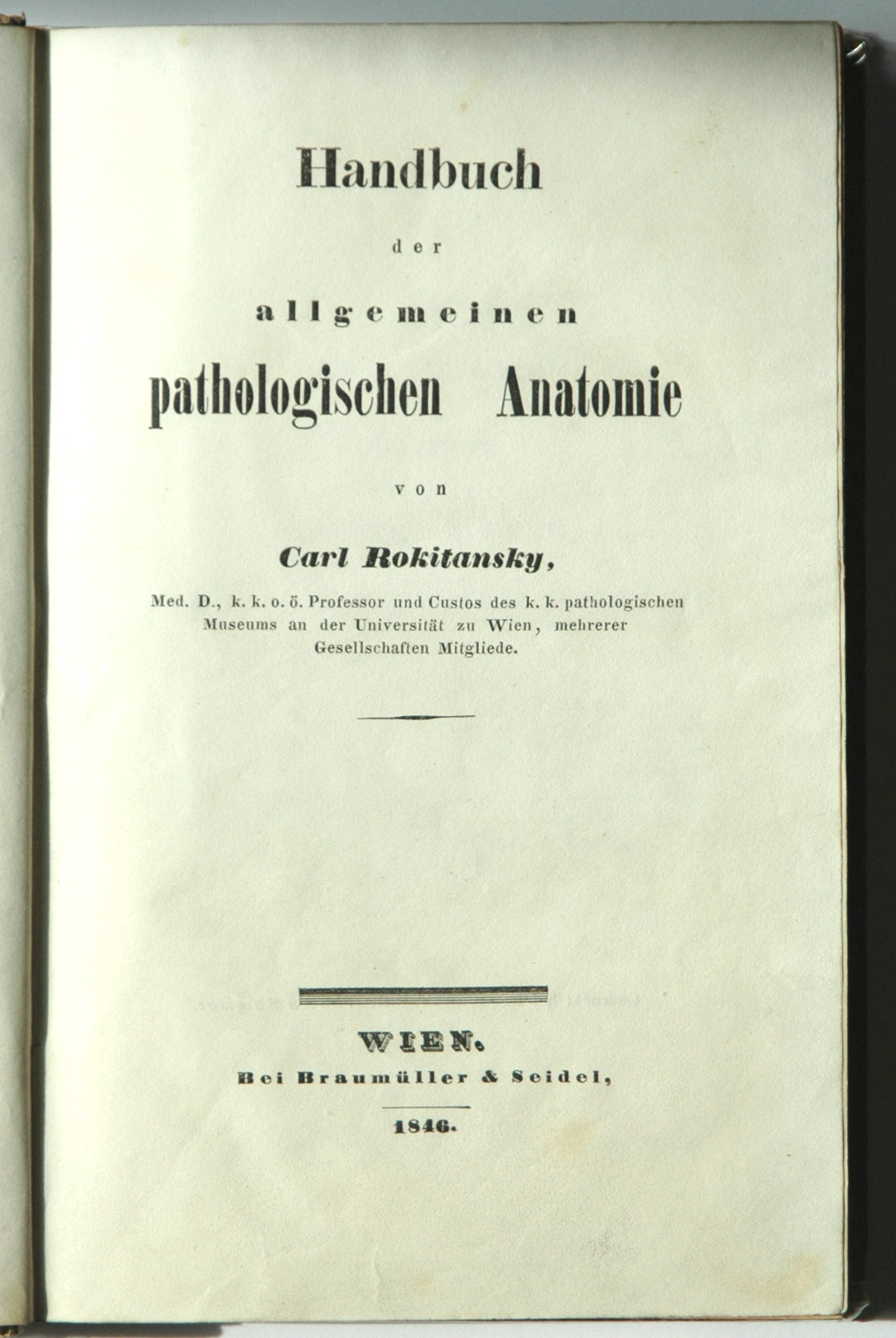
Copertina della prima edizione di "Handbuch der allgemeinen pathologischen Anatomie"

- Rokitansky Carl, Die Solidarität alles Thierlebens. Vortrag gehalten bei der feierlichen Sitzung der Kaiserlichen Akademie der Wissenschaften am 31. Mai 1869. In: Almanach der Kaiserlichen Akademie der Wissenschaften 19 (Wien 1869) 185–220
- Rokitansky Carl von, Zeitfragen betreffend die Universität mit besonderer Beziehung auf Medizin (Wien 1863).
- Rokitansky Carl, Der selbstständige Werth des Wissens. Vortrag gehalten in der Sitzung der Kaiserlichen Akademie der Wissenschaften am 31. Mai 1867, 2., von der Kaiserlichen Akademie der Wissenschaften genehmigte Auflage (Wien 1869).
- Rokitansky Carl, Zur Orientierung über Medizin und deren Praxis“. Vortrag gehalten bei der feierlichen Sitzung der Kaiserlichen Akademie der Wissenschaften am 31. Mai 1858. In: Almanach der Kaiserlichen Akademie der Wissenschaften 9 (Wien 1859) 119–152.